# Hoher Hahn (Berthelsdorf)
Der Hohe Hahn ist ein 528 m ü. NHN hoher Berg im Lausitzer Bergland. Er liegt im Berthelsdorf, einem Ortsteil der Stadt Neustadt in Sachsen im Landkreis Sächsische Schweiz-Osterzgebirge in Sachsen. 

## Geographische Lage
Der Berg ist Teil des Hohwaldgebietes. Auf einem Teil des historischen Weges Meißner Steig führt ein grün markierter Wanderweg und auf dem Alten Waldweg der Radfernweg Sächsische Mittelgebirge. Die deutsch-tschechische Staatsgrenze verläuft entlang der östlichen bis südöstlichen Füße und Hänge.
Das geologische Grundgestein besteht aus fein- bis mittelkörnigem Zweiglimmer-Granodiorit. Der vorherrschende Bodentyp ist podsolige Braunerde und entlang der Wasserläufe auch Gley und Pseudogley. Auf dem Nordfuß entspringt der Laubbach. Der Berg liegt im Einzugsgebiet der Polenz sowie am Osthang der Sebnitz und entwässert über die Elbe in die Nordsee. Der Berg ist überwiegend mit Nadelwald bewaldet, in dem die Gemeine Fichte (Picea abies) vorherrscht. Ein Teil der Süd- und Südwesthänge wird landwirtschaftlich genutzt.